# Prêtreville
Prêtreville é uma comuna francesa na região administrativa da Normandia, no departamento Calvados. Estende-se por uma área de 11,31 km². Em 2010 a comuna tinha 401 habitantes (densidade: 35,5 hab./km²).